# منصور برزگر
منصور برزگر (زادهٔ ۹ اسفند ۱۳۲۵ در بویین زهرا) کشتی‌گیر بازنشسته، مربی کشتی و مدیر ورزشی ایرانی است. او در دوران فعالیت ورزشی خود در دستهٔ ۷۴ کیلوگرم کشتی آزاد، برندهٔ مدال نقره المپیک ۱۹۷۶ مونترآل، قهرمان مسابقات قهرمانی کشتی جهان در ۱۹۷۳ و نیز نایب‌قهرمان دو دورهٔ این مسابقات در ۱۹۷۵ و ۱۹۷۷ است. مسابقات قهرمانی جهان ۱۹۷۸، اولین تجربه مربیگری او در تیم ملی بود و در چهار دوره بازی‌های المپیک ۱۹۸۸ سئول، ۱۹۹۲ بارسلون، ۱۹۹۶ آتلانتا، ۲۰۰۰ سیدنی و ۲۰۰۴ آتن، تیم ملی کشتی آزاد ایران را به عنوان سرمربی هدایت کرد. او به عنوان عضو هیئت رئیسه و مدیر کمیته استعدادیابی فدراسیون کشتی ایران و نیز مدیر تیم‌های ملی کشتی فعالیت کرده‌است.

## ابتدای زندگی و ورود به کشتی
او دوران کودکی در خیابان عباسی تهران گذراند و در شغل‌هایی مانند مکانیکی و فنرسازی مشغول به کار شد. برزگر ابتدا در هفده سالگی (۱۳۴۳) تمریناتش را زیر نظر منصور اینانلو از باشگاه البرز در خیابان سلسبیل آغاز کرد و سپس به باشگاه ایزد فردوسی رفت که در آن‌جا مربی اصلی‌اش منصور تبریزی باعث شکوفایی استعداد او شد.
برزگر در ۲۰ سالگی در دستهٔ ۶۸ کیلوگرم مسابقات انتخابی تیم ملی برای المپیک ۱۹۶۸ مکزیکوسیتی شرکت کرد و مغلوب عبدالله موحد شد.

## فعالیت حرفه‌ای
او که به استخدام سازمان آب درآمده‌بود، تمریناتش را زیر نظر عبدالحسین فعلی ادامه داد. در مسابقات قهرمانی کشور ۱۳۴۸ مشهد، که برای نخستین بار در ۱۰ وزن جدید برگزار می‌شد، برزگر بالاتر از صحبت‌الله جعفری از کرمانشاه و محمد خادم (پدر امیر و رسول) از تیم میزبان روی سکوی نخست ۶۸ کیلوگرم ایستاد.
در رقابت‌های ۱۳۵۰ تهران هم در وزنی جدید دوباره قهرمان کشور شد. او در این رقابت‌ها محمدرضا طاهری (که بعدها حریف همیشگی‌اش در انتخابی‌ها و رقابت‌های داخلی شد) را شکست داد. همان سال او در مسابقات انتخابی تیم ملی برای قهرمانی جهان ۱۹۷۱ صوفیه به محمد فرهنگدوست باخت اما به عنوان فرد ذخیره، در فهرست مسافران صوفیه قرار گرفت.
سال بعدش او در ایران بی‌رقیب بود و با عضویت در تیم ملی عازم المپیک ۱۹۷۲ مونیخ شد. برزگر در این رقابت‌ها که اولین تجربه جهانی‌اش بود، یوری گوسف از شوروی را با ضربه فنی شکست داد اما در ادامه با باخت برابر آدولف سگری آلمانی، عنوان پنجم را به دست آورد.
در سال ۱۹۷۳ که قرار بود مسابقات قهرمانی جهان در تهران برگزار شود، بیشتر ملی‌پوشان اصلی در رقابت‌های قهرمانی کشور (اردیبهشت ۱۳۵۲) شرکت نکردند اما منصور برزگر در بابل به روی تشک رفت و باز هم قهرمان ایران شد.
او در مسابقات قهرمانی جهان ۱۹۷۳ تهران در گام اول در قرعه‌ای سخت با آدولف ریگر آلمانی رقابت کرد که از زیباترین کشتی‌هایی بود که در ورزشگاه روباز نصیری به انجام رسید. آنها در مبارزه‌ای تمام‌عیار به تساوی ۵–۵ رسیدند و برزگر نتوانست انتقام مونیخ را بگیرد اما برتری چشمگیر برزگر بر سایر حریفان، به‌ویژه پیروزی ۶–۴ در دیدار فوق‌العاده حساس مقابل روسلان آشورعلیف از شوروی، مدال طلای قهرمانی جهان را نصیب برزگر ۲۶ ساله کرد.
یک سال بعد درحالیکه برزگر بخت اصلی کسب قهرمانی در مسابقات قهرمانی جهان ۱۹۷۴ تیم اصلی ایران به صلاح‌دید مقامات سازمان ورزش ملزم به حضور در بازی‌های آسیایی تهران شد و به همین خاطر برزگر مسابقات جهانی را از دست داد اما توانست مدال طلای بازی‌های آسیایی ۱۹۷۴ را به گردن بیاویزد. در غیاب برزگر روسلان آشورعلیف قهرمان شد.
در مسابقات قهرمانی جهان ۱۹۷۵ مینسک، برزگر با کسب مدال نقره و باخت از آشورعلیف در فینال با فن سگک، تنها مدال‌آور تیم ملی کشتی آزاد ایران بود.
برزگر مانند همیشه در انتخابی المپیک ۱۹۷۶ مونترآل هم روی تشک رفت و بر رقیبش بیژن زرافشانی از کرمانشاه پیروز شد.